# Paul Durand-Ruel
Paul Durand-Ruel (Paris, 31 de outubro de 1831 – Paris, 5 de fevereiro de 1922) foi um comerciante de arte francês ligado à primeira geração de impressionistas e à Escola de Barbizon. Foi um dos primeiros marchands da arte moderna a apoiar pintores com salários e exposições individuais.

## História
Nascido como Paul-Marie-Joseph Durand-Ruel em Paris, foi filho de um comerciante de quadros. Em 1865, o jovem Paul assumiu do negócio familiar, em que trabalhou com artistas como Camille Corot e outros pertencentes à Escola de Barbizon. Em 1867, transladou sua galeria do número 1 da Rue de la Paix, em Paris, para o número 16 da Rue Laffitte, com uma sucursal no número 111 da Rue Le Peletier. No final da década de 1860 e início da década de 1870, Durand-Ruel foi um importante defensor e exitoso comerciante da arte da Escola de Barbizon. Cedo estabeleceu uma relação com um grupo de pintores que viria a ficar conhecido como a primeira geração de impressionistas.

## Londres
Durante a Guerra Franco-Prussiana, Durand-Ruel abandonou Paris e fugiu para Londres, onde  conheceu um numeroso grupo de artistas franceses, incluindo a Charles-François Daubigny, Claude Monet e Camille Pissarro. Em dezembro de 1870, abriu ao público a primeira das dez Exposições Anuais da Sociedade de Artistas Franceses em sua nova galeria de Londres, localizada no número 168 da rua New Bond.>

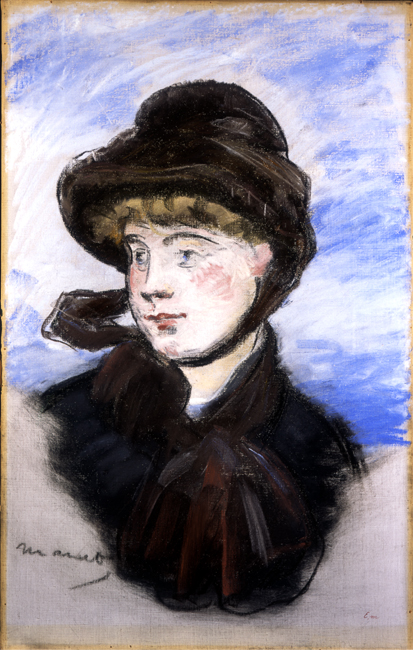
"Jovem com um chapéu marrom" (também conhecida como Uma parisiana), 1882, pintura de Édouard Manet. Esta obra fez parte da coleção de Paul Durand-Ruel.

## Impressionismo
Desde 1870, Paul já reconhecia o potencial artístico e de popularidade do Impressionismo. Em 1872, obras impressionistas estiveram na primeira grande exposição que organizou em sua galeria de Londres. Durand-Ruel organizou exposições de pintura e outras peças (incluindo peças do pintor norte-americano expatriado James McNeill Whistler, que viveu em Londres) em suas galerias de Paris e Londres. Também levou seu trabalho a Nova Iorque, onde tinha galeria cuidada pelos três filhos Joseph, Charles e George. Inicialmente, alternavam-se em exibição obras de artistas locais conjuntamente com impressionistas franceses, reforçando a popularidade da arte impressionista nos Estados Unidos.
Durante as três últimas décadas do século XIX, Durand-Ruel ficou conhecido como um dos maiores comerciantes de arte e um dos mais importantes defensores do impressionismo francês no mundo. Teve sucesso abrindo o mercado para o impressionismo tanto nos Estados Unidos como na Europa. Edgar Degas, Édouard Manet, Claude Monet, Berthe Morisot, Camille Pissarro, Pierre-Auguste Renoir e Alfred Sisley estiveram entre os artistas impressionistas mais importantes que tiveram em suas carreiras a contribuição de Durand-Ruel.
Sobre os norte-americanos, que se mostraram abertos ao impressionismo, Durand-Ruel uma vez disse: "O público americano não ri. Compra!" “Sem a América”, dizia, “eu estaria perdido, arruinado, depois de ter comprado tantos Monet e Renoir. As duas exposições que realizei em 1886 me salvaram. O público americano comprou moderadamente... Mas graças àquele público, Monet e Renoir ganharam crédito e após isso o público francês fez o mesmo”.
Manteve uma intensa rivalidade com outro comerciante de arte, o parisiense Georges Petit (1856–1920).
Durand-Ruel foi tema para uma importante exposição temporária intitulada "A invenção do impressionismo", organizada pela Galeria Nacional de Londres em 2015.